# 自治市站
自治市站（英語：Borough tube station）是倫敦地鐵的一個車站，位於南華克區。自治市站是北線銀行支線的車站，位於倫敦第1收費區。車站開通於1890年12月18日。